# Modelización de transporte

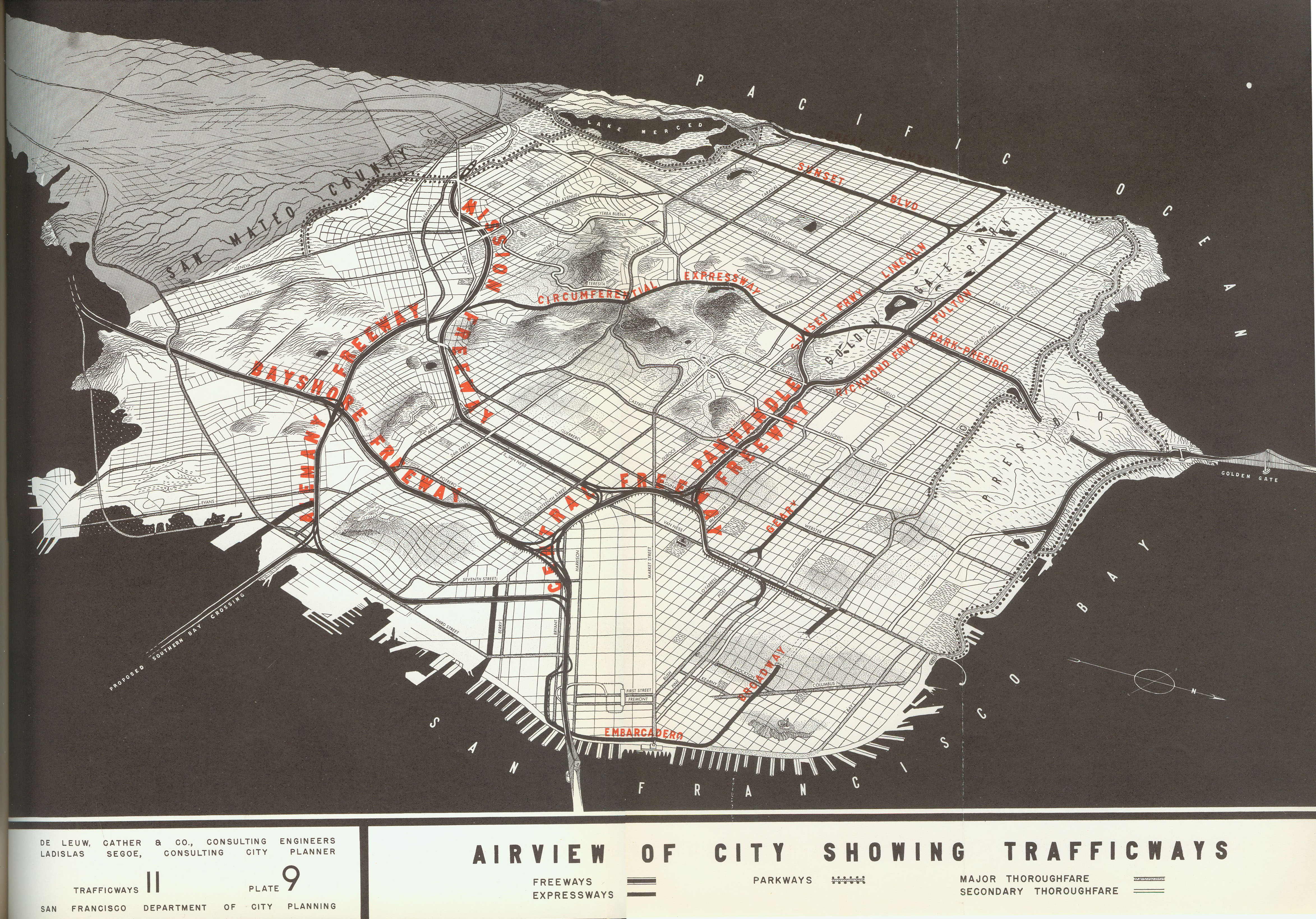
Red vial en un modelo de transporte

La modelización de transporte (también conocida como modelación de la demanda de transporte) permite estimar los flujos de pasajeros o vehículos que habrá en una red de transporte en cada uno de los modos considerados para escenarios futuros. A grandes rasgos existen dos grandes grupos de modelos: Los modelos basados en viajes, en los cuales la unidad de análisis es un viaje entre un origen y un destino y los modelos basados en actividades, en donde se estudia la cadena de viajes en un día completo derivada de llevar a cabo una serie de actividades.
Los modelos de transporte son herramientas necesarias para la planificación de transporte, en especial en las ciudades de cierto tamaño.  Los tomadores de decisiones y planificadores requieren resolver algunas preguntas de forma informada acerca de los efectos en el futuro de ciertas medidas, políticas, regulaciones o restricciones. Dados unos objetivos, ellos deben decidir cómo invertir los recursos y cómo definir sus políticas para lograrlos. Los modelos de transporte permiten obtener información cuantitativa sobre el desempeño futuro de los sistemas de transporte, que pueden evaluar diferentes alternativas futuras. Dentro de las metodologías estándar más utilizadas está el clásico modelo de “4-pasos” (four-step algorithm).
Los modelos de transporte siempre está embebidos dentro de un sistema de otros modelos que están integrados entre sí. Principalmente los modelos de transporte predicen la demanda por modo y los modelos de redes predicen cómo las demandas afectan el desempeño de la provisión de transporte (por ejemplo con indicadores como el nivel de servicio). Las tecnologías actuales con acceso a información sobre datos dinámicos, big data, etc., están permitiendo el desarrollo de nuevos algoritmos que hacen posible mejorar sustancialmente la predictibilidad y ajuste de esos algoritmos al escenario real que modelizan.

## Propósito

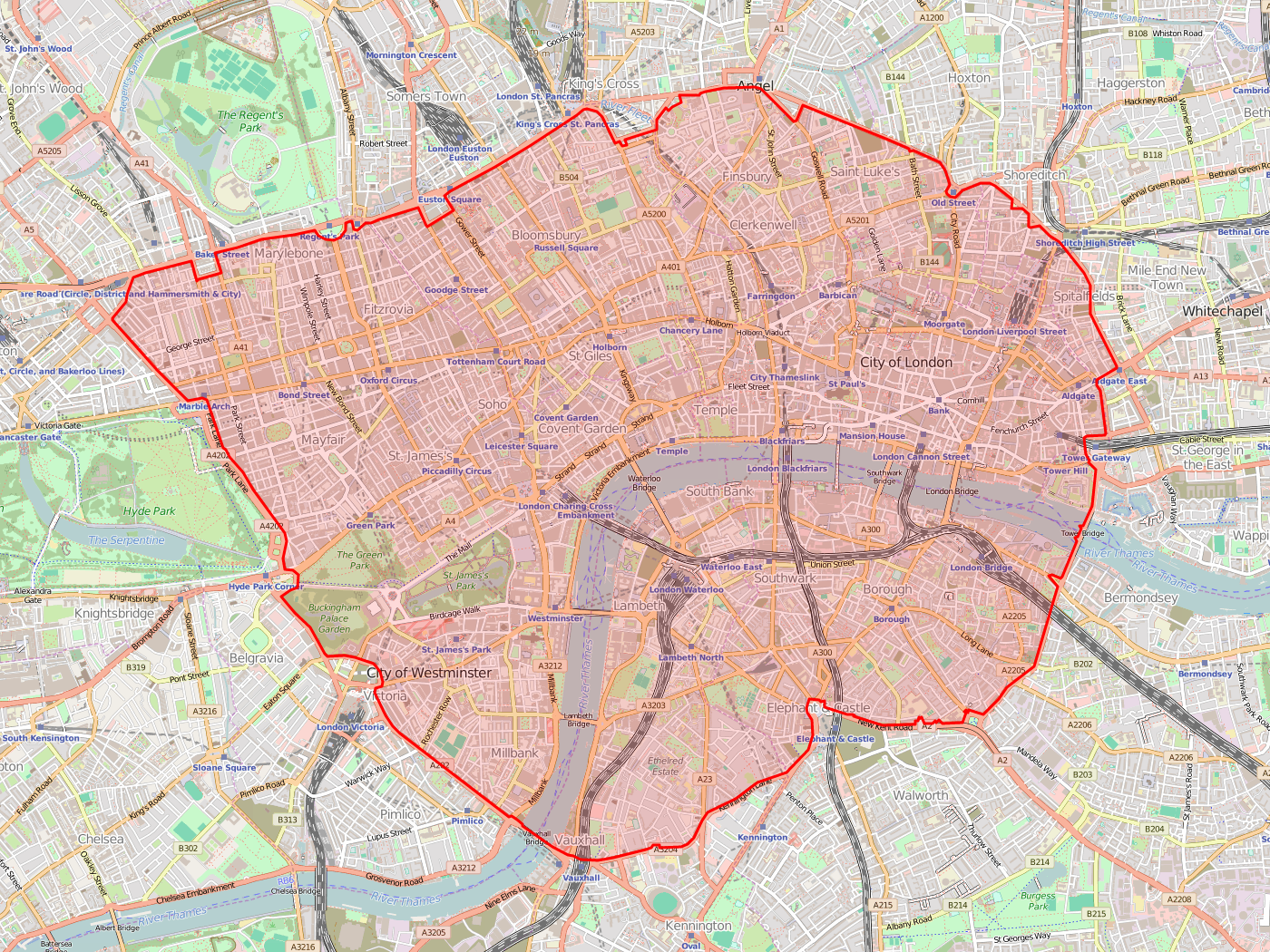
Flujos vehiculares en el centro de Londres.

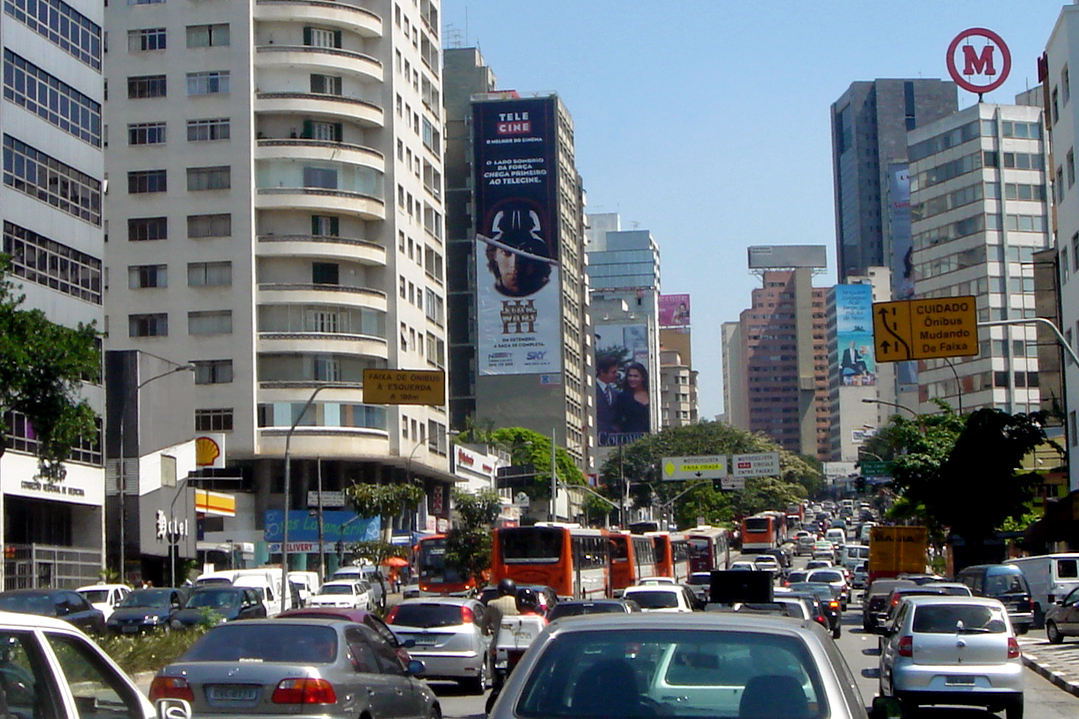
Congestión en São Paulo

Los modelos permiten representar procesos o fenómenos complejos de una forma simple. Los modelos simplifican la realidad. La modelación de la demanda de transporte busca poder pronosticar para situaciones futuras:
- La cantidad de viajes que se atraen o se producen en una zona.
- Cómo se distribuyen los viajes producidos en todas las zonas que atraen.
- En qué modos de transporte viajan.
- Los volúmenes de pasajeros en las líneas de transporte público
- Los flujos vehiculares en las vías

Para poder llevar a cabo estos pronósticos se requiere la aplicación de una sucesión de algoritmos matemáticos. Las expresiones matemáticas se determinan a partir de modelos que correlacionan variables o modelos probabilísticos. Estos últimos se aplican a razón de que es muy complejo tratar de encontrar relaciones definidas y fijas para representar situaciones en las que las decisiones de personas entran en juego.
Los modelos de transporte, además pueden ser utilizados en la evaluación de situaciones hipotéticas futuras, bajo ciertas circunstancias controladas (escenarios).
Los modelos de transporte son usados en definición de políticas de transporte, y para su planificación, e ingeniería: calcular la capacidad de una infraestructura, p.ej, cuántos carriles debería tener un puente; estimar la viabilidad financiera y social de un proyecto, p.ej, utilización de análisis costo-beneficio y análisis de impacto social; y calcular impactos ambientales, p.ej, contaminación atmosférica y acústica.
.

## Características de un modelo de transporte
Un modelo de transporte, debe cumplir ciertas condiciones básicas.
- Ejecutable: Dependiendo del fenómeno que se quiera modelizar, de los resultados que se quieren obtener y de su precisión y exactitud, se debe seleccionar todas las variables relevantes que permitan recrear de forma racional la situación. Dentro de estas variables hay algunas que son indispensables y hay muchas más que, aunque puedan tener algún efecto, su aporte es mínimo o marginal y que de ser consideradas, complicarían sustancialmente el procesamiento del modelo.

- Lógico y consistente: El modelo debe contener procesos lógicos. Los resultados deben ser coherentes entre sí, deban tener unidades y deberá evitar discrepancias. Por ejemplo, se esperaría que el aumento de población en una zona de análisis de tráfico, lleve al aumento en la producción de viajes es esa zona.
- Transparente: Los resultados que arroje el modelo se deben poder justificar con expresiones y términos matemáticos entendibles y controlables. Un modelo que no sea transparente implica que los resultados obtenidos sean difíciles de justificar y que exista incertidumbre en los parámetros del modelo.
- Sensible a cambios: En los modelos de transporte cambios en los inputs deben generar cambios en los outputs.

## Principios
La modelización de transporte parte de principios matemáticos, físicos y económicos que permiten replicar de forma racional los comportamientos de los sistemas de transporte. Por ejemplo, la teoría económica de la utilidad permite representar la manera en que los usuarios deciden entre cual modo tomar entre varias opciones disponibles. La teoría de la gravitación (mecánica clásica) y la ley de Coulomb (electromagnetismo) permite recrear la forma en que los viajes que produce una zona de análisis de tráfico se distribuyen en las demás zonas.

### Teoría de la utilidad

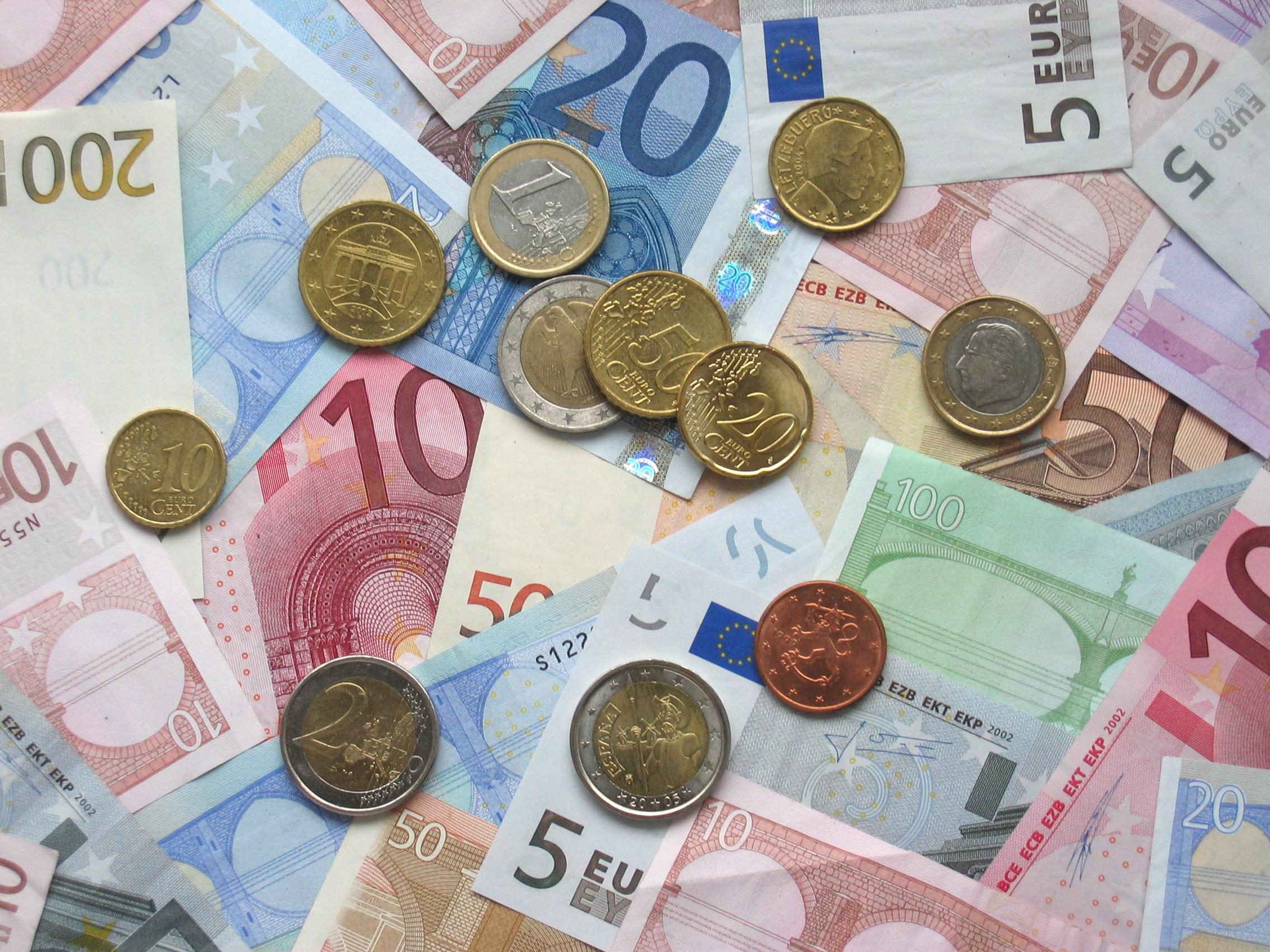
Las personas racionales responden a incentivos económicos.

Basados en el principio que dice que los individuos actúan racionalmente, en transporte, un viajero solo realizará un viaje, en la medida en que la utilidad del viaje supere aquella de no hacerlo. Esto es válido, siempre que viajar no es gratis. Mientras que la actividad que se desea o se debe realizar en el destino le produce al viajero una utilidad (beneficio), la actividad de transporte no le genera más que costos. Por esa razón la ingeniería de transporte clásica señala que la demanda de transporte es una demanda derivada.
Cuando se dice que viajar no es gratis, no se refiere solamente a los costos directos derivados del viaje (combustible, tarifas, pasajes, etc.). Viajar implica consumir otro recurso muy valioso para las personas: el tiempo. Es muy frecuente que en los modelos de transporte simplificados se considere el tiempo de viaje como el principal costo que pagan los usuarios. La valoración del tiempo de los viajeros a su vez resulta ser compleja. La investigación indica que el tiempo es valorado de forma distinta depende de para qué se podría utilizar (costo de oportunidad) o del ingreso de la persona (a mayor ingreso, se valorará más el tiempo).
También, dentro del mismo marco conceptual, cuando existan varias opciones de viaje (diferentes destinos) o diferentes posibles maneras de llegar a un destino (modo), aquella con la mayor utilidad (o la menor “desutilidad”) será seleccionada.

### Ley de la gravitación

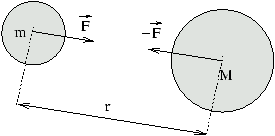
De forma análoga a la gravitación universal, los viajes se distribuyen según el tamaño de la atracción de la zona.

Las leyes de la física también han servido para poder recrear las situaciones que suceden dentro del fenómeno del transporte de pasajeros. La ley de gravitación universal.
Esta ley dicta que “la fuerza que ejerce un objeto con masa {\displaystyle m_{1}} sobre otro con masa {\displaystyle m_{2}} es directamente proporcional al producto de ambas masas, e inversamente proporcional al cuadrado de la distancia que los separa”, es decir:

(1){\displaystyle F=G{\frac {m_{1}m_{2}}{d^{2}}}}

De forma análoga, se puede decir que para la Distribución de viajes en un modelo de transporte, “la cantidad de viajes entre un origen i y un destino j es proporcional a la Atracción de cada zona de destino, e inversamente proporcional al costo generalizado de transporte entre las dos zonas”, es decir:

{\displaystyle \ T_{ij}=P_{i}*{\frac {A_{j}*f(c_{ij})}{\sum _{i=1}^{n}(A_{j}*f(c_{ij}))}}}

.

## Aplicabilidad y calibración
Los modelos de transporte deberán tratar de recrear la situación actual, con el fin de que utilizando los mismos parámetros que recrean de forma fidedigna la situación actual (calibrada), se pueda conocer alguna situación hipotética o futura. Por esa razón, los modelos en transporte son una herramienta frecuente para la evaluación de medidas y para la toma de decisiones.

## Modelos basados en viajes o modelos de 4 pasos
Como su nombre lo indica, en los modelos basados en viajes, la unidad básica de análisis es el viaje. Los modelos basados en viajes, frecuentemente conocidos como modelos de 4 pasos, son aceptados como herramientas válidas para la planeación de transporte y son utilizados para la planeación regional y urbana. Este procedimiento, inicialmente desarrollado en los años 50, usa datos agregados de subdivisiones del territorio (zona de análisis de tráfico) para estimar viajes con la red actual.

### Generación de viajes
Dentro de los modelos de transporte, el "de los 4 pasos" es el más utilizado y aceptado. El proceso inicia con proyecciones exógenas de variables demográficas, geográficas y económicas. Estas variables alimentan algunos modelos de uso del suelo o simplemente el primer submodelo (paso 1: generación de viajes, para cada tipo de propósito de viaje. Esas variables exógenas usualmente son población, tamaño de los hogares, tenencia de vehículo, población menor a 16 años y mayor a 65, ingreso por persona y por hogar, área de la vivienda, etc. Hay que recordar que esta información se hace de forma agregada por zona de análisis de tráfico. Del primer paso se obtienen la cantidad de viajes generados y atraídos por cada una de las zonas. Es donde se crea la acción de viajar.

### Distribución de viajes
Este resultado a su vez alimenta, junto con información fresca, el sub-modelo de distribución de viajes (paso 2). Esa información extra requerida es usualmente una matriz de tiempos entre zonas. Este modelo hace parejas entre los orígenes y los destinos para crear viajes. Estos viajes se consignan en la matriz origen-destino.

### Selección modal
El sub-modelos del paso 3 (selección modal) divide el total de los viajes entre cada pareja de zonas por modos. Para esto, se debe tener información detallada de la red y la provisión de transporte público y transporte privado, además del número de viajes entre zona que se obtuvo del paso 2. El resultado de este viaje son varias matrices con viajes, una para cada modo.

### Selección de ruta
La asignación de viajes (también conocida como selección de ruta) permite obtener como resultado final del modelo, la cantidad de viajes que pasan por cada uno de los arcos en diferentes modos. Así, basados en el principio de la minimización del tiempo de viaje y de que el tiempo de viaje aumenta con la congestión, las diferentes matrices de viajes son asignadas a las diferentes redes de transporte (red vial, red de transporte público, red peatonal etc.) determinar qué ruta tomarán los viajeros.
El pronóstico de tráfico tradicionalmente se ha basado en modelos de cuatro etapas, los cuales fueron desarrollados inicialmente a nivel informático en estudios de transporte realizados en Chicago y Detroit en 1950.

Agregación especial en zonas de análisis de tráfico. Ejemplo de Kabul.

## Modelos basados en actividades

### Ventajas
Los modelos basados en actividades (activity-based models en inglés) se han venido posicionando como las herramientas preferidas para la planeación del transporte en los Estados Unidos de América. Los modelos basados en actividades tiene varias similitudes con el modelo de 4 pasos. Primero, las actividades son generadas, los destinos para las actividades son identificadas, los posibles modos de transporte son identificados y finalmente las rutas para las cadenas de viajes son predichas. Sin embargo, los modelos basados en actividades incorporan una serie de ventajas sobre los modelos basados en viajes, como la consideración de limitaciones realistas en tiempo, espacio y modo. Los modelos basados en actividades se han venido popularizando por sus mayor sensibilidad para la evaluación de algunas medidas difíciles de incluir en los modelos basados en viajes. De acuerdo con el reporte SHRP las limitaciones de los modelos basados en viajes son:
- Ignoran la interdependencia entre viajes en un mismo día
- El sesgo por agregación
- No-sensibles a la hora del día
- Limitados para la estratificación de la demanda

Adicionalmente, los modelos de 4 pasos tienen graves limitaciones para poder representar viajes en bicicletas, viajes a pie y todos los viajes menores (por ejemplo, cuando se para en el camino a casa para comprar el pan).

### Características
Los modelos basados en actividades son modelos capaces de considerar los comportamientos de los individuos, en la medida en que los modelos representan la cadena de viajes que cada individuo realiza al día (en vez de representar los viajes como eventos aislados e independientes). En la imposibilidad de realizar diarios de viaje al 100% de la población, las cadenas de viaje son generadas por unos simuladores inteligentes que, a partir de regresiones multivariable, predicen de manera razonablemente buena las características de las personas según sus características, e.g. ingreso, edad, ocupación, educación, etc.
A partir del reporte de diario de actividades y de la información de cómo accedió a ellas, se obtiene una información más completa. Por ejemplo, mientras los modelos de 4 pasos consideran por lo general la situación en un momento del día (e.g. en la hora punta de la mañana), los modelos basados en actividades permite conocer a lo largo del día, cómo se generan viajes en todos los modos.

### Pasos
- Generación de una población sintética cuyas elecciones son simuladas por los modelos basados en actividades.
- Modelos de movilidad que consideran factores como locaciones de las actividades, tenencia de vehículo y licencia, tarifas de parqueos, tenecia de pases de transporte público
- Simulación de patrones de día, que pueden contener varios tours (grupos deviajes para llevar a cabo más de una actividad).
- Asignación a la red, que es básicamente la misma que en los modelos de 4 pasos.

## Software especializado
Para correr todos los sub-modelos que componente el algoritmo de los 4 pasos requiere la utilización de recursos computacionales. La cantidad de información y los procesos simultaneaos hacen necesaria la utilización de software especializado que realice estos procesos dentro de un mismo programa. Dentro de los más reconocidos están EMME3, VISUM, AIMSUN o SUMO.